# Village ibérique fortifié de Los Villares
Le village ibérique fortifié de Los Villares  est un site préhistorique situé dans la commune de Caudete de las Fuentes (comarque de Requena-Utiel), dans la province de Valence,.
Le site archéologique correspond à un établissement humain de la période ibérique, appelé Kelin, fondé au VIIe siècle av. J.-C. et habité jusqu'aux IIe et Ier siècles av. J.-C. Il a été déclaré Bien d'intérêt culturel.

## Description
La ville fut habitée de manière ininterrompue depuis l'âge du fer jusqu'à la fin de la période ibérique. Elle était fortifiée comme le montrent les vestiges des côtés des sentiers qui délimitent la colline, et l'enceinte semble montrer que la zone urbaine était divisée en deux zones. La ville occupe environ 10 hectares, depuis la zone correspondant à l'acropole, où se sont concentrés les travaux archéologiques, jusqu'à pratiquement la rivière Madre, de l'autre côté de l'actuelle ville de Caudete de las Fuentes.
La rive nord dudit fleuve est celle qui a reçu le nom ultérieur après la romanisation, qui sera connue sous le nom de Caput Aquae (source d'eau), d'où le Qabdaq musulman et le Cabdet de les Fonts en langues romanes qui ont donné naissance au toponyme actuel.

## Interventions archéologiques et historiographie

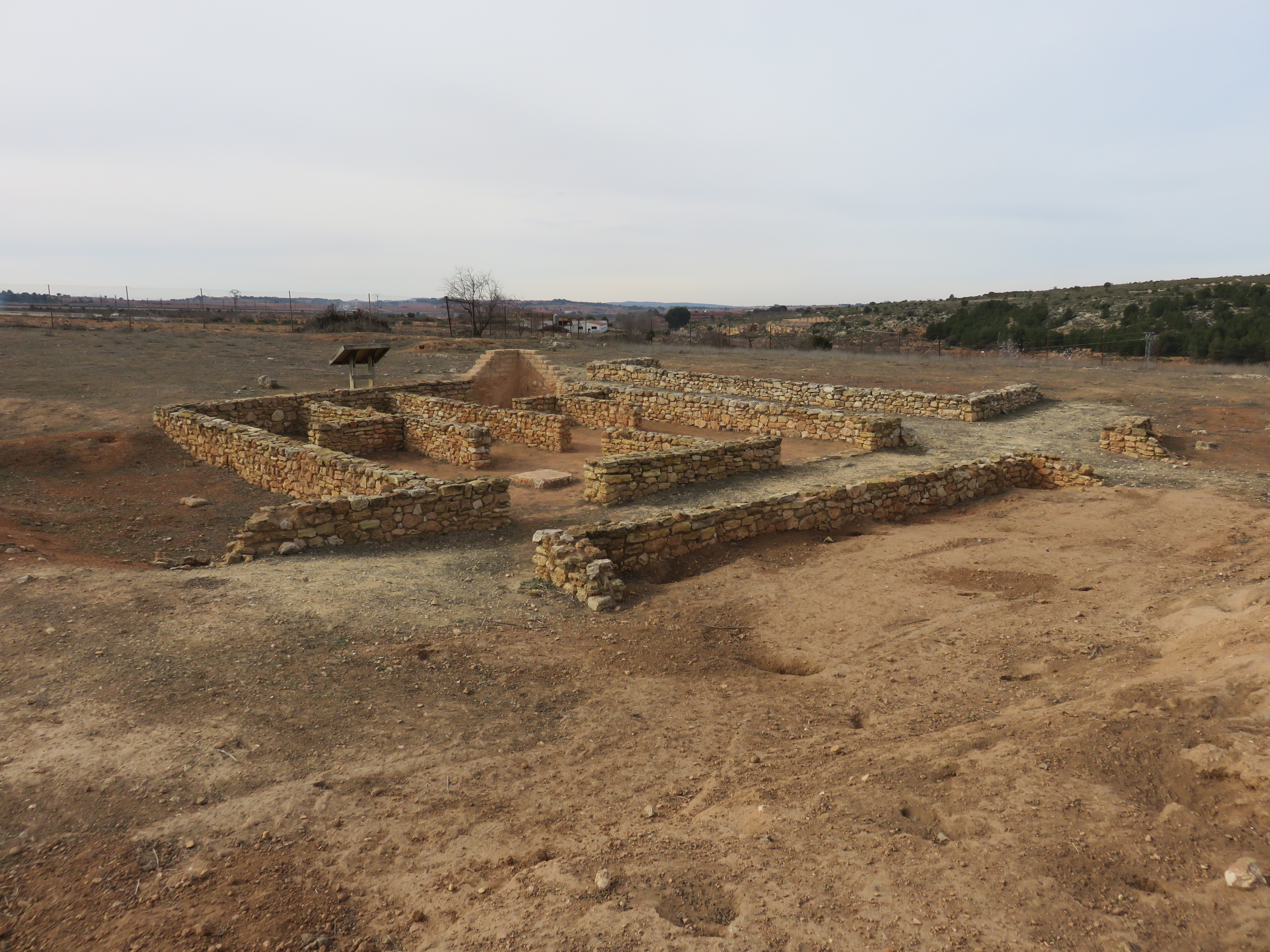
Vestiges d'une maison ibérique du site archéologique de Kelin.

Les premières nouvelles dont nous disposons sur Los Villares datent des XVIIIe et XIXe siècles. Cependant, ce n'est qu'au milieu du XXe siècle que commencèrent les fouilles archéologiques, dirigées par Enrique Pla Ballester (es) et le Servei d'Investigació Prehistòrica. Ainsi, des campagnes ont été réalisées en 1956, 1957 et 1959, ainsi qu'une quatrième en 1975.
Les informations obtenues ont été publiées dans l'ouvrage De Kelin à Los Villares. Les travaux ont repris en 1979 sous la codirection de Milagro Gil-Mascarell (es), jusqu'à ce qu'en 1987 les fouilles soient dirigées par Consuelo Mata Parreño (es), qui les a poursuivis sans interruption jusqu'en 2004. Depuis 1992, les travaux d'excavation du site ont été complétés par le projet de recherche de son territoire, avec 16 campagnes de prospection dans la région de Requena-Utiel. Le site a été consolidé et restauré en 2004, année du début des journées portes ouvertes annuelles du site. Los Villares/Kelin est intégré à la Ruta dels Ibers València de la Députation provinciale de Valence.

## Phases de description et d’occupation

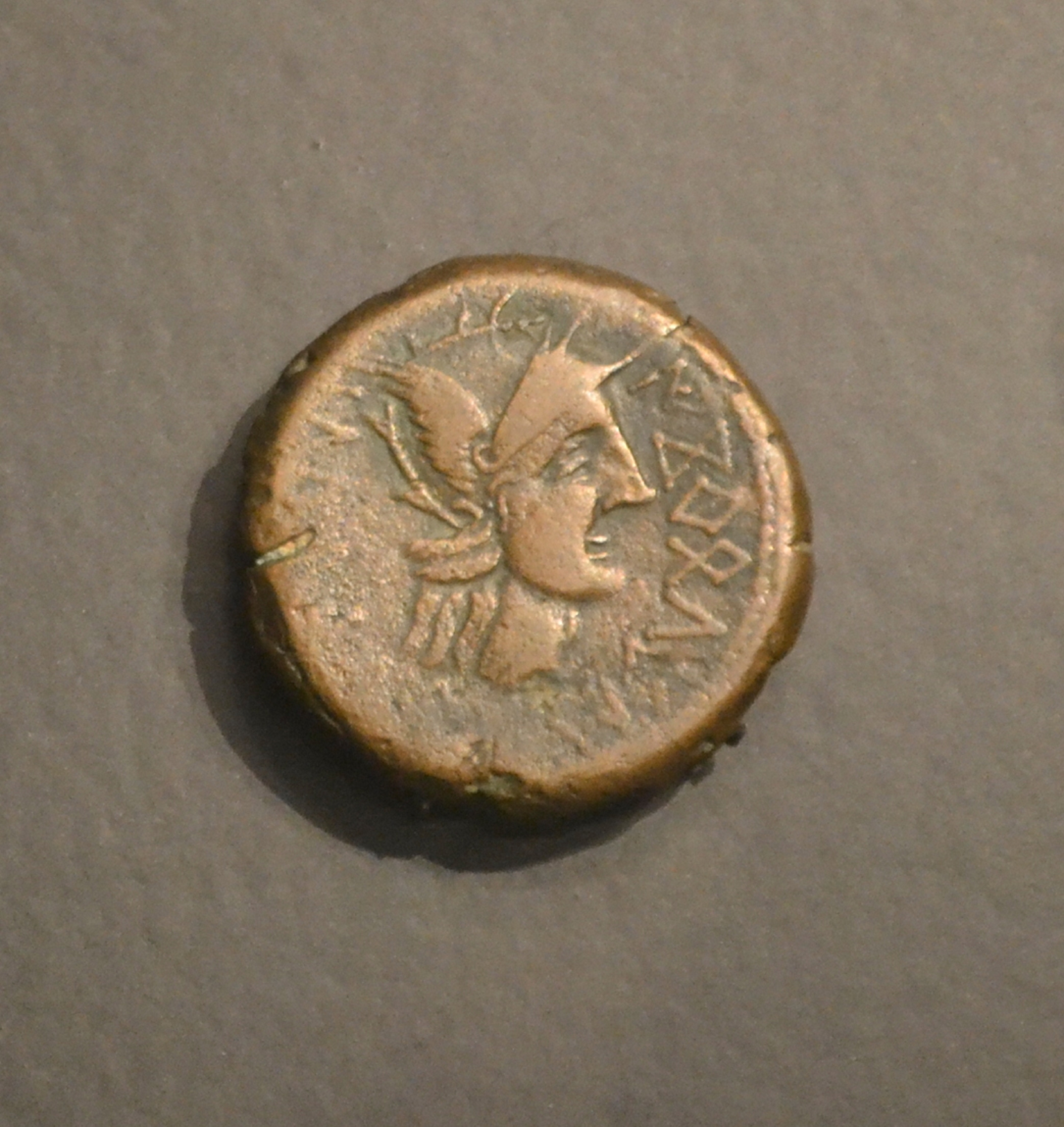
Pièce de bronze ibérique de Kelin.

Le site archéologique de Kelin permet de voir deux zones à l'intérieur de la zone clôturée. On y a conservé le tracé urbain de deux périodes différentes : une période proto-ibère (VIIe siècle av. J.-C.) et une période pleinement ibérique (IVe et IIe siècles av. J.-C.). À l'extérieur, se trouve une section du mur, la carrière dont la pierre a peut-être été extraite pour sa construction et quelques vestiges de construction, à côté de la rivière. Les vestiges archéologiques montrent des maisons de forme allongée, séparées dans certains cas par des couloirs étroits, pratiquement sans divisions internes et dotées d'un foyer circulaire, plat ou en cuvette. Les matériaux utilisés sont des pierres et de l'adobe : avec les pierres un socle a été réalisé sur lequel un mur d'adobe a été construit.

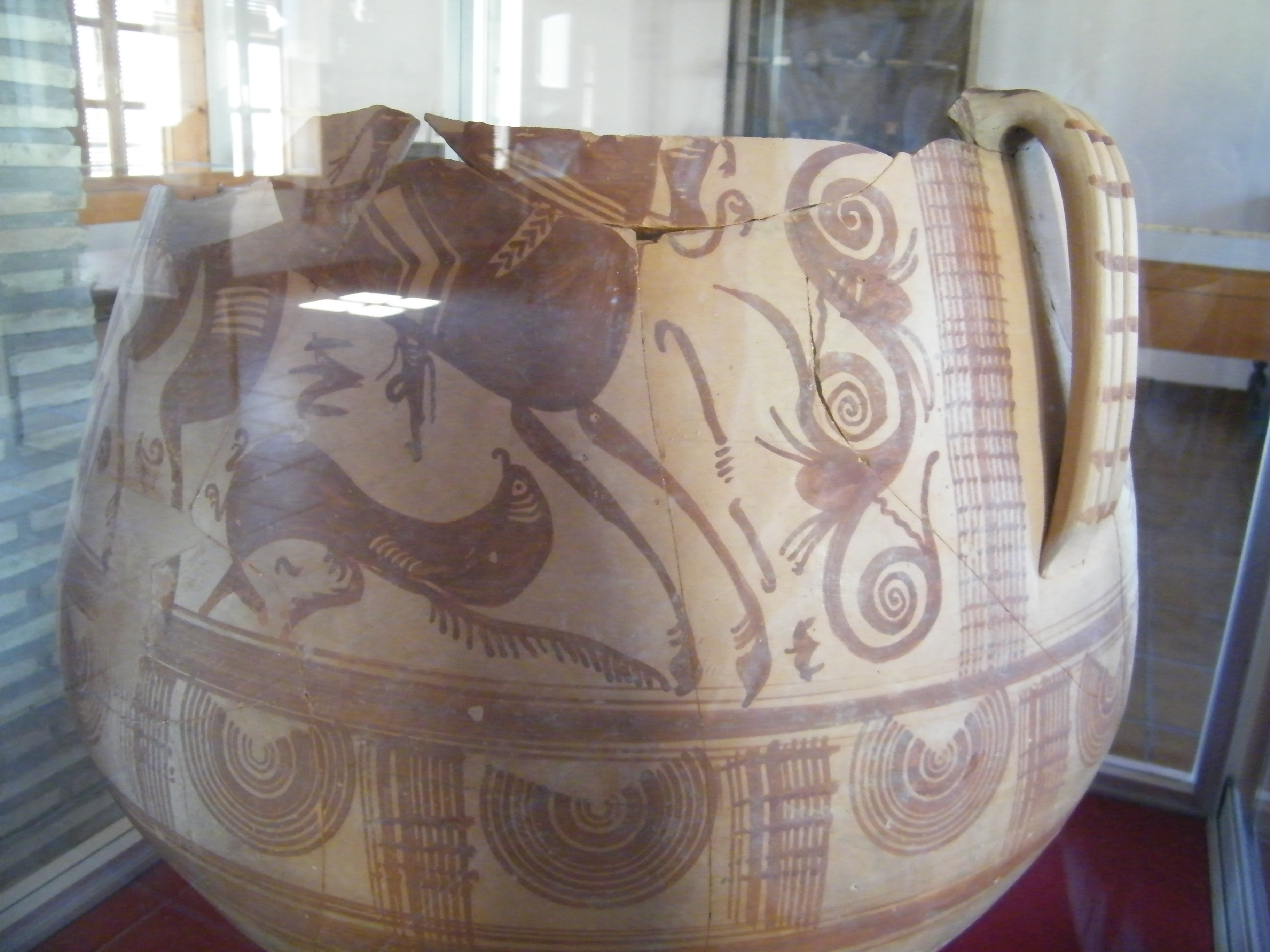
Jarre ibérique bitroncoconique.

Des restes de céramiques fabriquées à la main ont également été retrouvés, dont certains imitent des pièces faites au tour. Peu d’objets en fer ont été retrouvés dans un état de conservation précaire, ainsi qu'un petit nombre de céramiques importées telles que des amphores et des jarres phéniciennes-occidentales, des trépieds et du vernis rouge.
Des pièces de monnaie, des as et des semis ont été trouvés, ce qui souligne que Kelin a frappé sa propre monnaie pendant une courte période entre la seconde moitié du IIe siècle av. J.-C. et le début du Ier siècle av. J.-C., destiné aux usages locaux et quotidiens.

## Galerie

Objets exposés au musée d'Albacete
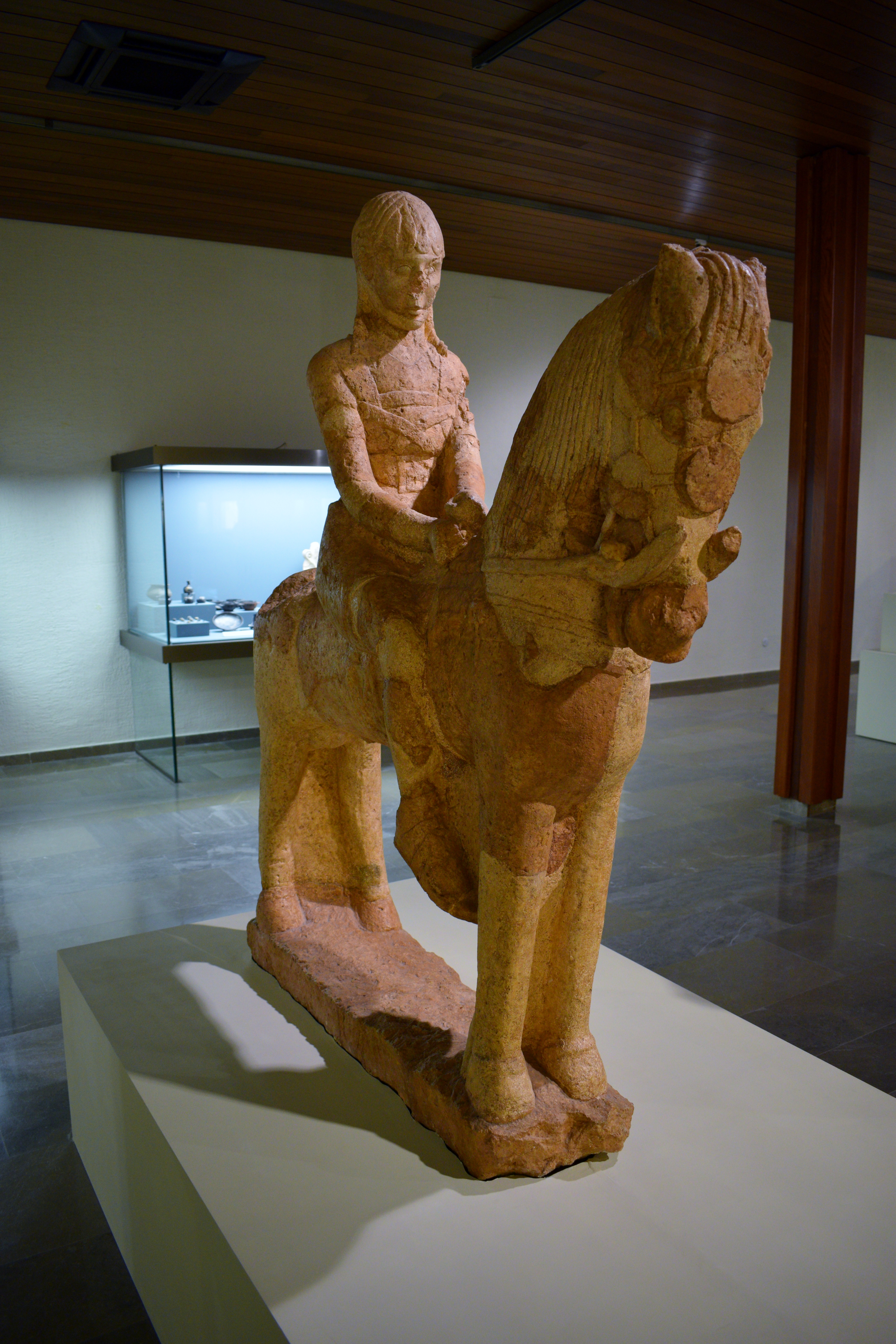
Statue de la nécropole de Los Villares.
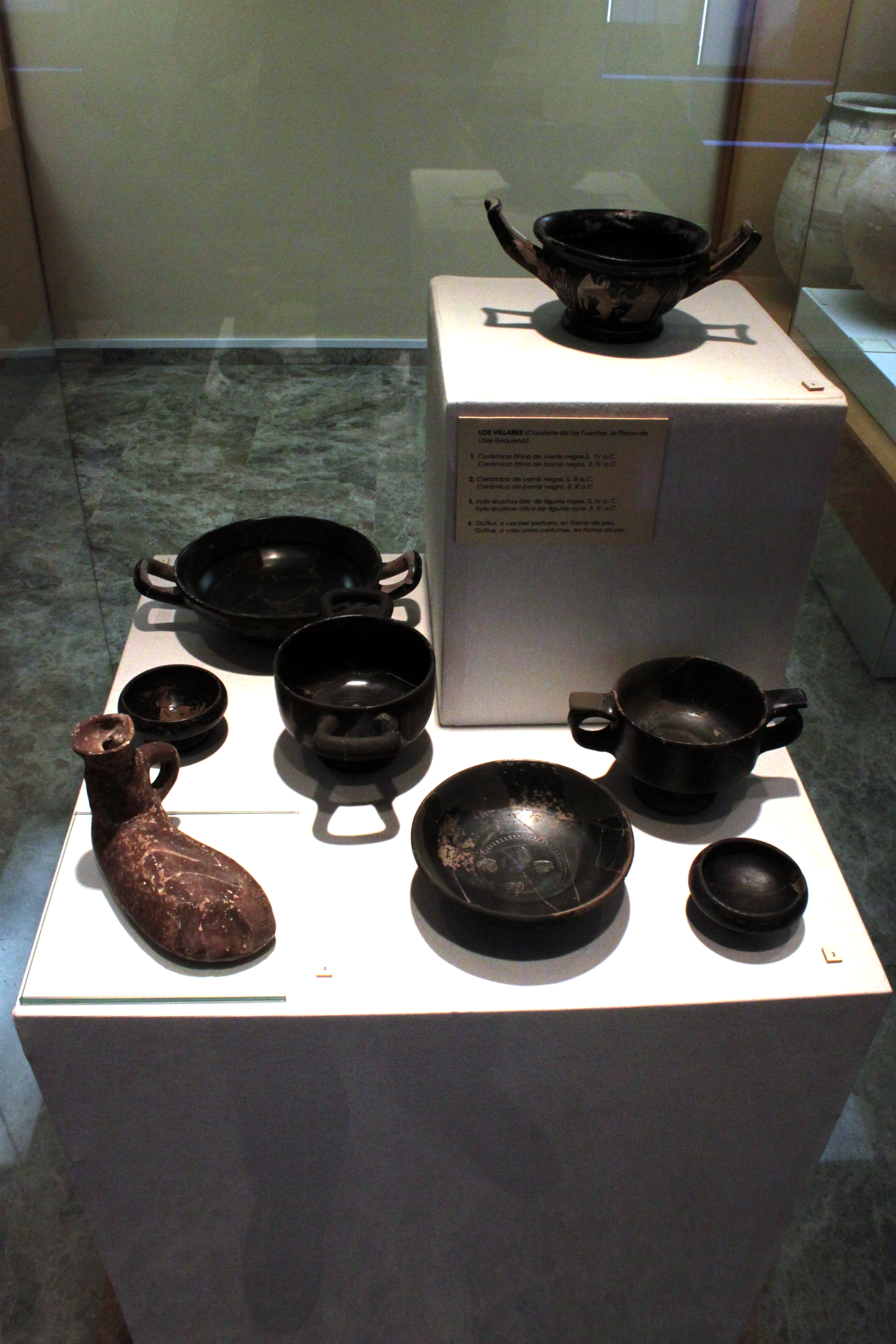
Céramiques en vernis rouge.
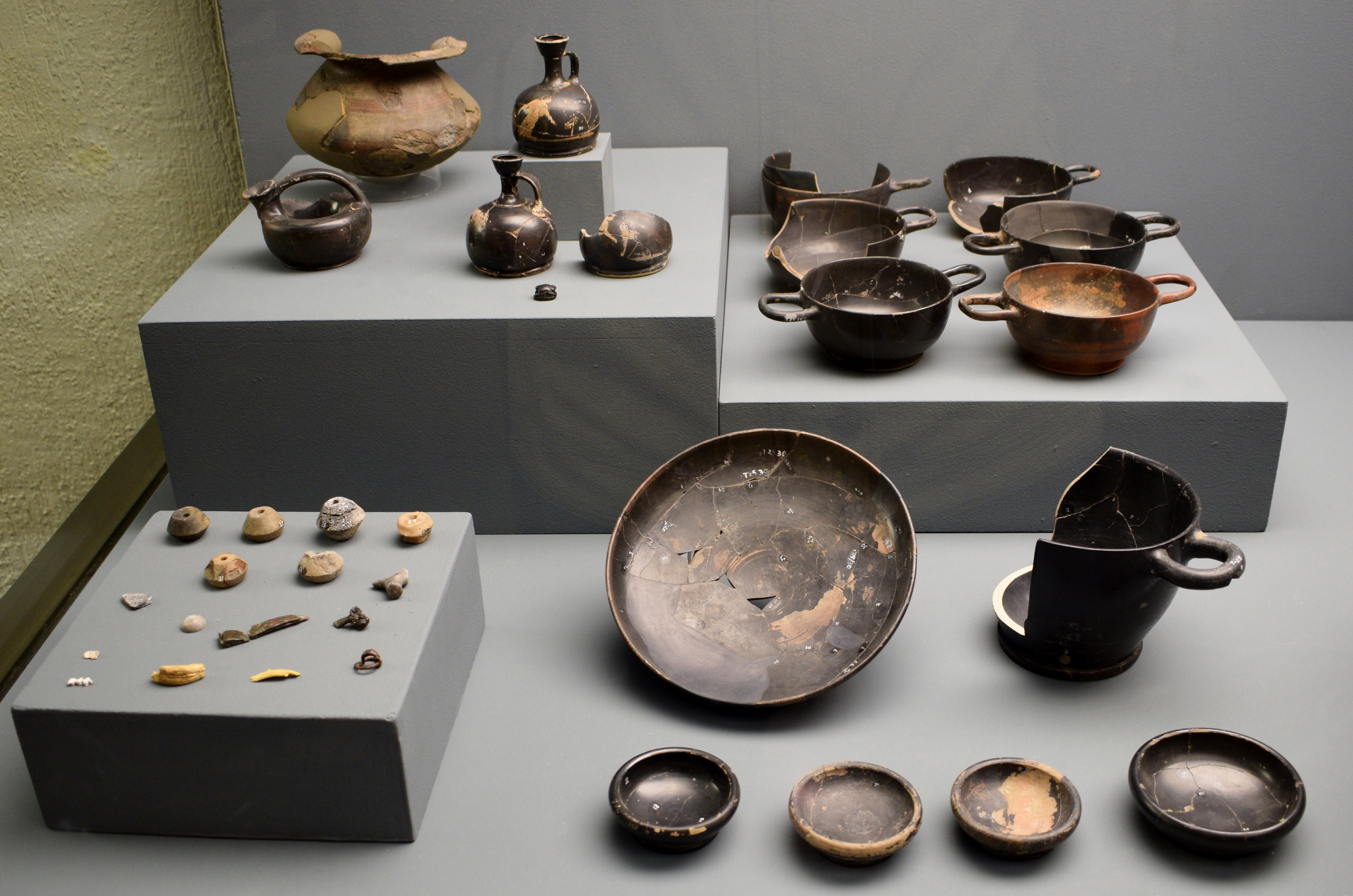
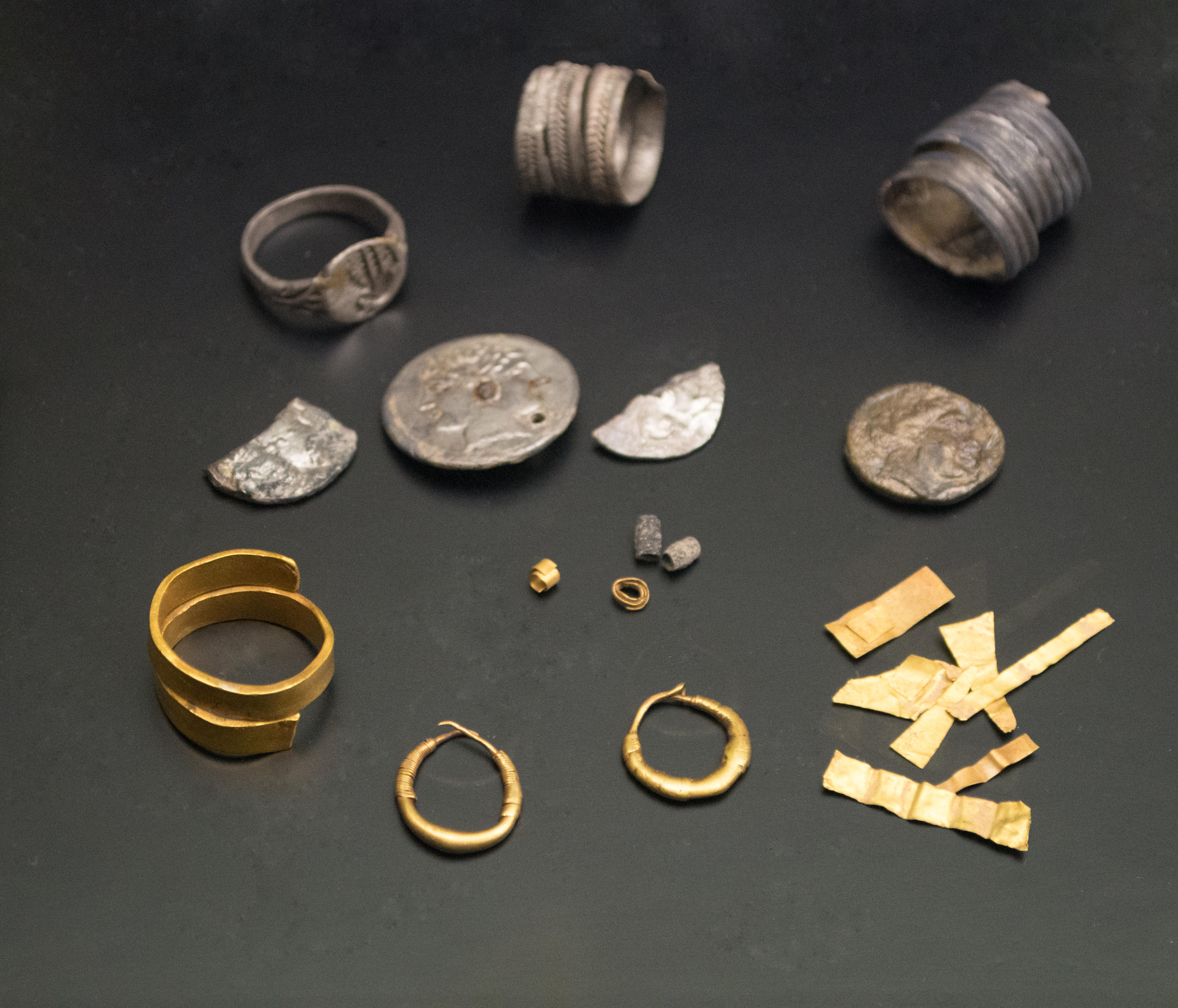
Petit trésor de Kelin.